# Хубина
Хубина (слч. Hubina) насељено је мјесто са административним статусом сеоске општине (слч. obec) у округу Пјештјани, у Трнавском крају, Словачка Република.

## Становништво
| Година:    | 1994. | 2004.   | 2014.   | 2024.   |
| ---------- | ----- | ------- | ------- | ------- |
| Број људи: | 516   | 480     | 491     | 533     |
| Разлика:   |       | -6,97 % | +2,29 % | +8,55 % |

| Година:    | 2023. | 2024.   |
| ---------- | ----- | ------- |
| Број људи: | 513   | 533     |
| Разлика:   |       | +3,89 % |

Према подацима о броју становника из 2024. године насеље је имало 533 становника.